# Storia di Savona

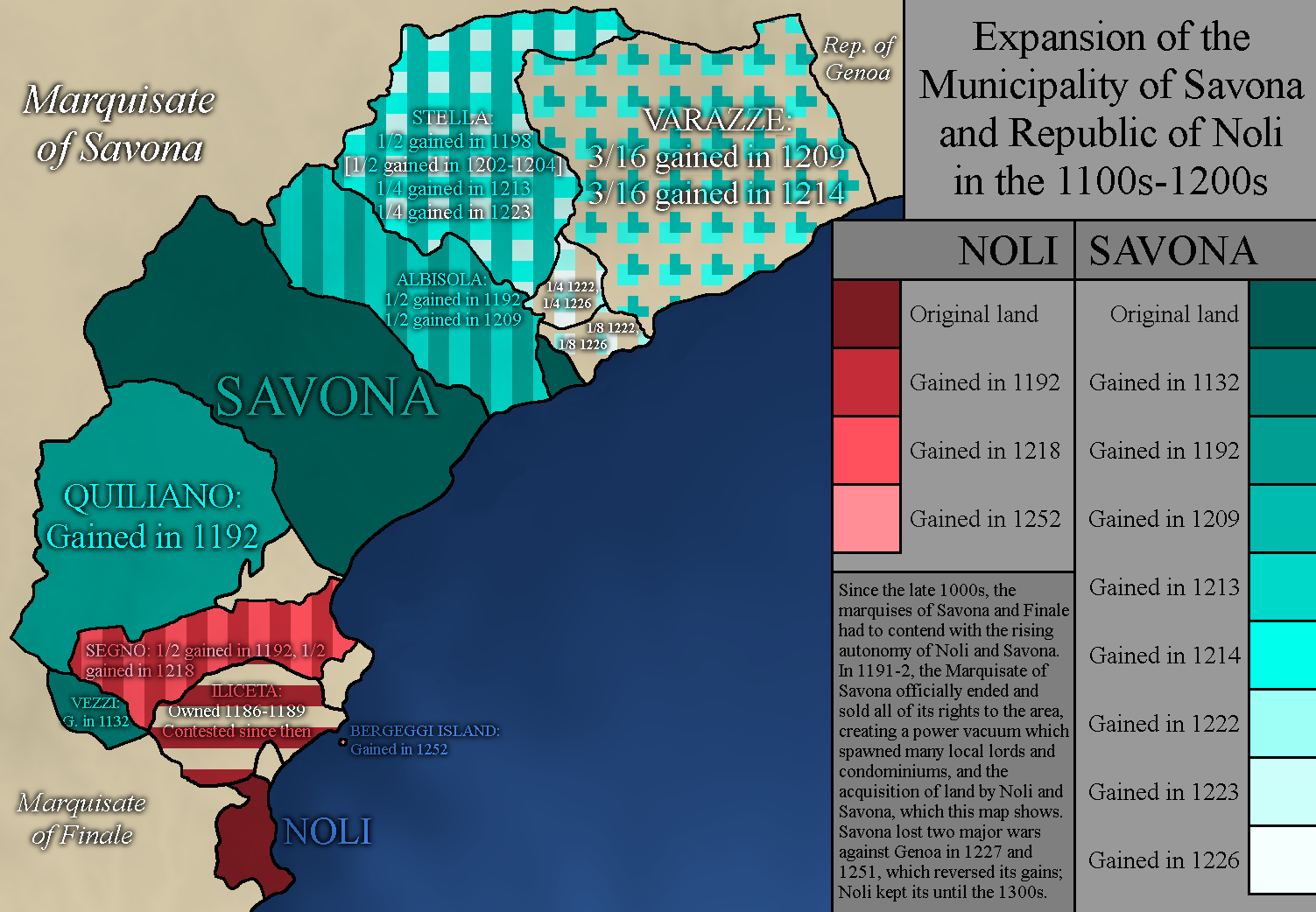
Mappa che mostra l'espansione del Comune di Savona e della Repubblica di Noli nel secolo XII e XIII. Le fonti sono elencate nella descrizione dell'immagine.

(Agostino Bruno riguardo alla Torre della Quarda 1904)

## Dall'età antica all'alto medioevo
Le prime tracce della città risalgono alla media età del bronzo, quando un primo insediamento sorse sull'altura del Priamar, alla foce del torrente chiamato Lavaniola (il nome Letimbro avrà origine nel XVIII secolo, per iniziativa della colonia intellettuale degli Arcadi Sabazi).

Antico centro dei Liguri Sabazi, la città fu alleata di Cartagine durante la Seconda guerra punica, contro Roma già alleata di Genova, come tramandato da Tito Livio nell'Ab Urbe Condita (XXVIII, 46). Racconta, l'autore latino, che Magone Barca, fratello del cartaginese Annibale, nel 205 a.C. occupò Genova e la distrusse; quindi "Sauone oppido Alpino praeda deposita" (depositato il bottino a Savona, cittadella alpina) e lasciate a Savona anche dieci navi quale presidio e difesa della città, si alleò con gli Ingauni contro gli Epanteri. Sconfitto nel 203 a.C. dai Romani, Magone ritornò a Savona e si imbarcò con il suo esercito per l'Africa. Dopo alterne vicende Roma sottomise infine Savona attorno al 180 a.C. e le diede il nome di Savo Oppidum Alpinum. In epoca romana Savona venne dalla fine del II secolo a.C. a soppiantare il ruolo di Genova come porto principale della Liguria.

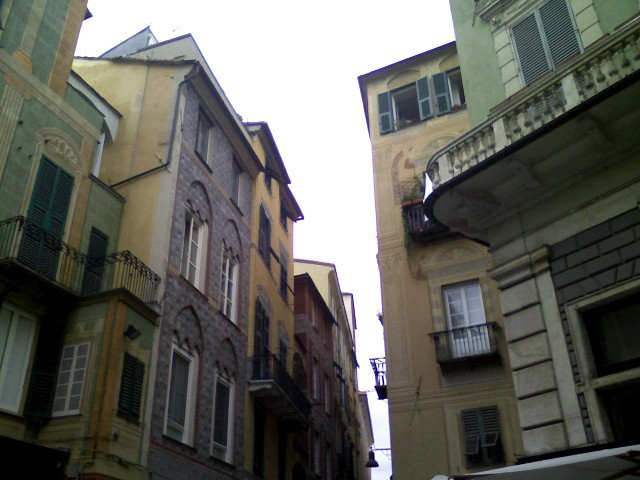
Tipiche abitazioni medievali in via Pia

Con la caduta dell'Impero romano dopo il V secolo la città subì devastazione da parte di Eruli e Goti. Tornata sotto i Bizantini dopo le guerre gotiche vi fu una breve ripresa che durò fino alla conquista da parte del re longobardo Rotari nel 641. Fece quindi parte del Regno longobardo, nel Ducato di Liguria, con capitale Genova. 
Sotto il dominio dei Franchi di Carlo Magno, divenne sede di una contea e riprese i commerci sul mare. Dal 1131 al 1191 fece parte della Marca di Savona. Nel XI secolo divenne famosa, a livello europeo, per l'industria del sapone: assieme a Genova, Venezia, Marsiglia e Alicante ebbe il "monopolio" nella produzione del sapone.

## La fioritura economica dell'età mercantile e rinascimentale

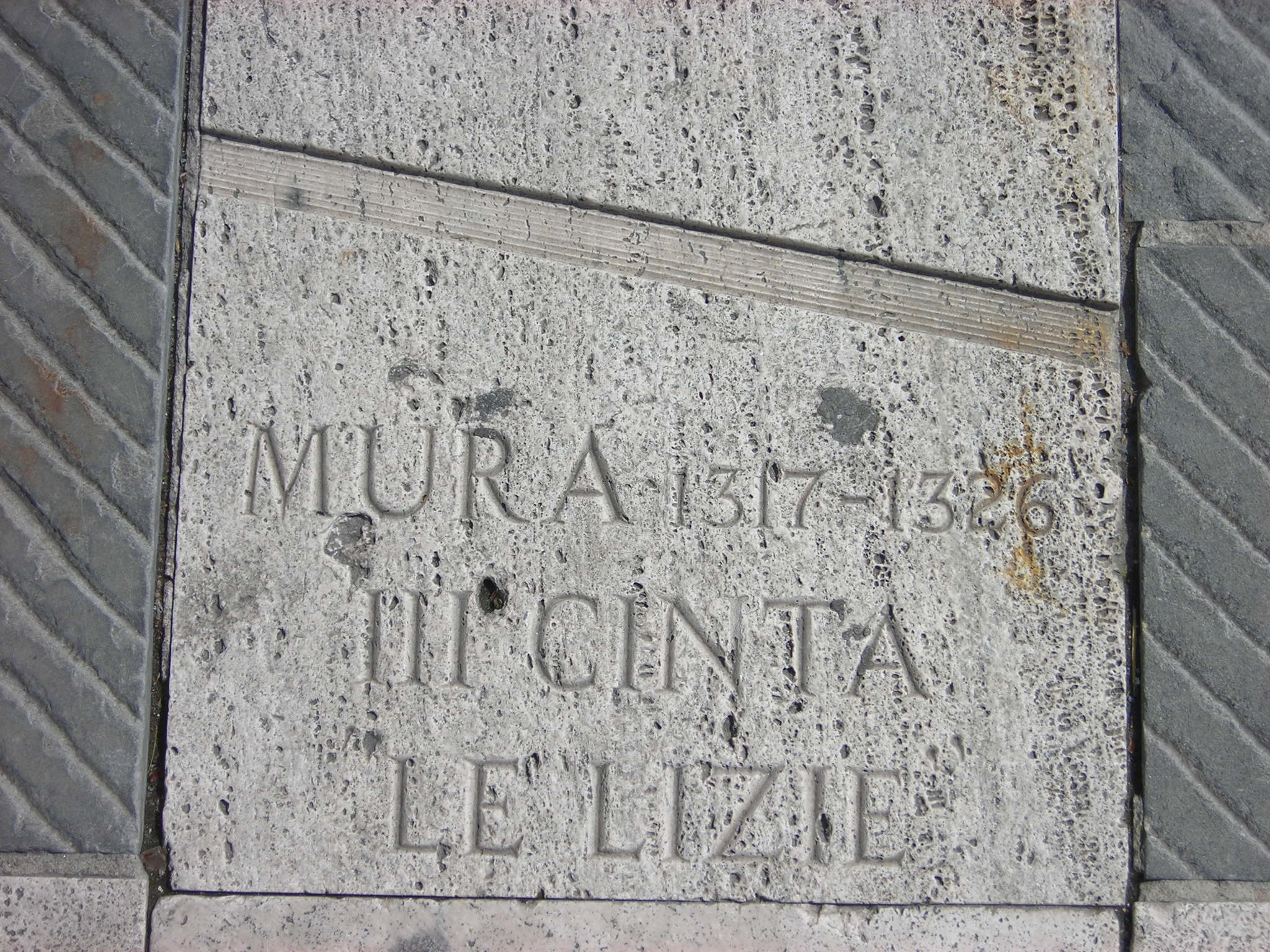
Traccia del luogo ove sorgeva l'antica cinta muraria, in Piazza Sisto IV

Dopo aspre lotte con i pirati saraceni, durante le quali furono costruite una serie di torri di avvistamento, si costituì in libero Comune il 10 aprile 1191 (Hoc habet ex Coelis, q. sit Saona fidelis sarà il motto medioevale del Libero Comune) riscattando i propri diritti dall'aleramico Marchese Oddone Del Carretto.
Nell'XI secolo Savona, dapprima alleata con la repubblica marinara di Genova, intraprese dure lotte ma anche forti intrecci con essa, in special modo con la famiglia Fregoso, che con alcuni suoi esponenti (Giano Fregoso ma, soprattutto, Tomaso Fregoso) tenta di instaurarvi una signoria personale. Nel periodo di fioritura economica si succedettero oltre alle signorie Fregoso anche importanti signorie francesi e milanesi.
L'apice della fioritura economica avvenne nel periodo in cui vennero eletti al soglio pontificio i Papi della famiglia Della Rovere, Sisto IV (1471-1484) e Giulio II (1503-1513), che sostennero la città con generose donazioni ed oggi è ricordata anche per vedersi attribuito il nome di Città dei Papi. Sisto IV fu il promotore della Cappella Sistina (una seconda Cappella Sistina si trova nella stessa Savona, mausoleo dei genitori del papa), mentre Giulio II fu mecenate di Michelangelo e Raffaello ed inoltre sotto di lui iniziarono a prestare servizio le Guardie svizzere, la cui divisa reca ancor oggi l'emblema roveresco savonese. 
Nel 1476 il Consiglio Generale ordinò l'espulsione di tutti gli ebrei presenti in città e si verificarono pogrom.
Nella seconda metà del 400 inoltre la famiglia Colombo andò a risiedere a Savona e vi aprì una piccola attività (commercio di vino e lana). Nel 1494 Cristoforo Colombo, battezzò l'isola Adamanay la "bella Savonese".
In questo periodo fu anche attiva una importante zecca che batté moneta per circa 200 anni, dai primi anni del 1300 fino al 1528 (Savona ottenne il diploma per la battitura di moneta dall'Imperatore Ludovico IV detto Il Bavaro nel luglio 1327). Furono emesse monete di tutti i più importanti tipi dell'epoca, dalle monete d'oro a quelle d'argento fino alla moneta piccola in mistura e rame.

## La decadenza

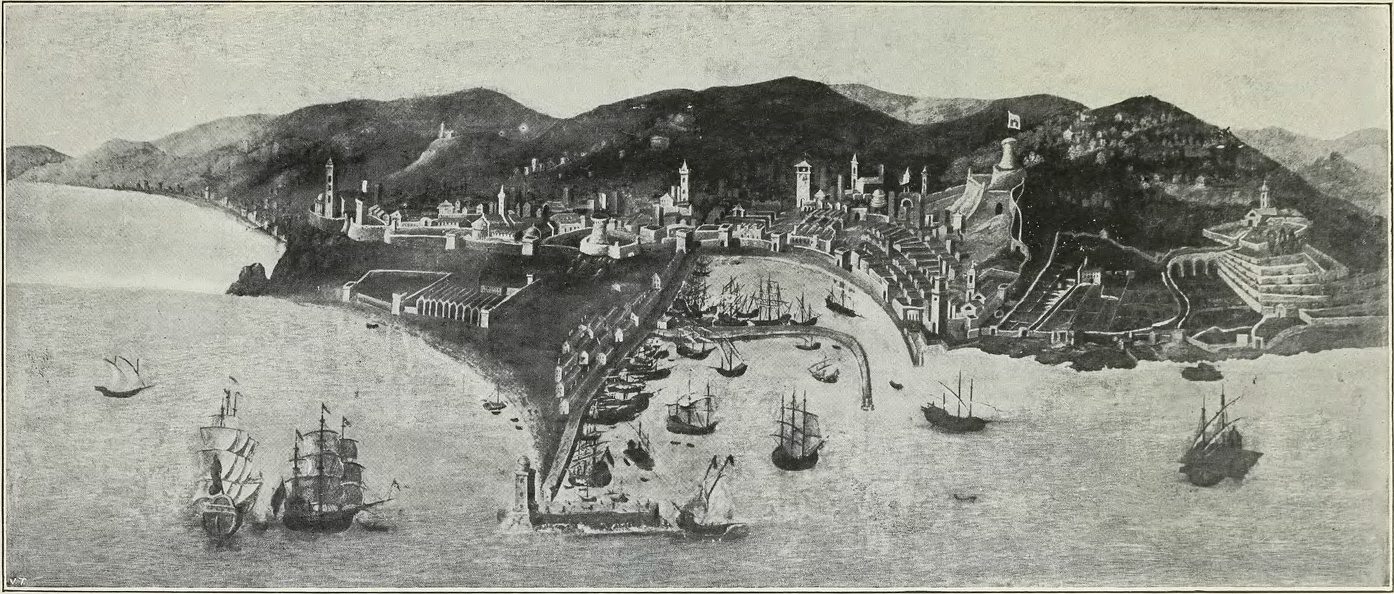
Illustrazione di Savona nella prima metà del XVI secolo

Il complesso quadro internazionale sarà una delle cause principali della decadenza del comune. Le lotte con Genova si conclusero tragicamente per Savona nel 1528, con la definitiva conquista da parte di Andrea Doria e Antoniotto Adorno. Ciò comportò, oltre a numerose vittime, la distruzione dell'antichissima acropoli con annessa la Cattedrale di Santa Maria di Castello e diversi edifici civili e religiosi, nonché la maggior parte delle torri delle famiglie patrizie. Il disastro economico si ebbe però con l'interramento definitivo del porto che si stima fosse stato nel primo Trecento fra i primi 5 del Mediterraneo per capacità ricettiva di grandi navi mercantili. 
Al posto del 21% circa del tessuto urbano cittadino, smantellato pietra su pietra e riutilizzato per l'interro del bacino portuale, venne costruita la maestosa fortezza del Priamar, sui ruderi dell'antico Oppidum romano. Da questo momento Savona seguì le sorti della Repubblica di Genova. Queste devastazioni furono parzialmente compensate dal prestigio portato alla città e dal vasto afflusso di pellegrini nel nuovo Santuario di Savona edificato rapidamente alla fine degli anni Trenta del Cinquecento in seguito ad una apparizione mariana, e divenuto importante luogo di devozione cattolica nonché fonte di introiti per opere pie assistenziali. Gli avvenimenti di questo periodo vennero raccontati dallo storico Giovanni Agostino Abate nel suo Cronache savonesi dal 1500 al 1570.
Un enorme disastro colpì la città nel 1648, quando la notte fra il 6 e il 7 luglio, durante una violenta tempesta con fulmini, la polveriera del Castello Nuovo, inglobato nella fortificazione del Priamar e forte di oltre mille barili di polvere nera, esplose, colpita in pieno da una saetta. Secondo cronache dell'epoca, il risultato fu apocalittico: crollarono 209 case, con 850 morti e 663 feriti, persino la darsena fu temporaneamente messa a secco e barche si trovarono gettate in aria. Questo in una città che difficilmente poteva contare oltre diecimila abitanti, e la cui popolazione, incluse le "ville" (Legino, Zinola etc) sarebbe scesa sotto i settemila durante il secolo successivo, in un contesto di amaro declino. Da tempo la parte più dinamica e aperta ai contatti esterni della nobiltà cittadina aveva abbandonato Savona emigrando dapprima in maniera temporanea, poi via via più stabile, per le terre dominate dalla Spagna, in particolare nel Mezzogiorno e in Sicilia, acquisendovi titoli, terre, appalti, incarichi e ricchezze. frattanto le terre circostanti la città finivano in maggioranza in mano a famiglie genovesi, spesso imparentate a vario titolo con quelle cittadine, o a manimorte ecclesiastiche.
Va sottolineato che a dispetto delle politiche della Dominante, disastrose per il commercio savonese, tanto il ceto dirigente quanto il popolo si mantennero fedeli a Genova in occasione dei ricorrenti pericoli di guerra, di norma causati dalla minaccia sabauda. La città conobbe anche una breve occupazione sabauda nel 1746-1749, durante la Guerra di successione austriaca.

## L'età moderna e contemporanea e l'industrializzazione

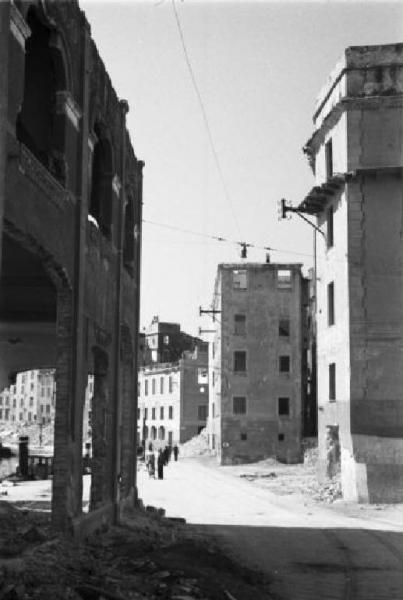
Bombardamento di Savona, giugno 1945, fotografia di Federico Patellani

Nel Settecento la città riprese la sua attività marinara. Coi commerci rifiorirono le arti e Savona si arricchì di palazzi signorili, ville e chiese.
Con decreto di Aggregazione del 6 giugno 1805 la Liguria venne annessa all'Impero Francese e Savona divenne Capoluogo del Dipartimento francese n.108 o di Dipartimento di Montenotte e capoluogo del Circondario di Savona.
Nel 1809 la città accolse per alcuni anni Papa Pio VII, prigioniero di Napoleone Bonaparte. Per "ironia della sorte" il 16 febbraio 1814 Pio VII giunse nuovamente a Savona e qui, probabilmente, gli fu data la notizia che Roma era stata liberata dal dominio francese. Con Roma e Avignone, Savona fu la terza e unica altra sede ufficiale nella storia della Chiesa. Durante l'occupazione francese, diverse opere d'arte presero la via della Francia a causa delle spoliazioni napoleoniche. Secondo il catalogo pubblicato nel Bulletin de la Société de l'art français del 1936, delle 6 opere d'arte provenienti da Savona ed inviate in Francia nel 1811, solo 3 fecero ritorno in Italia dopo il Congresso di Vienna.
Nel 1815 il Congresso di Vienna stabilì l'annessione della Repubblica Ligure nei territori del Regno di Sardegna, col quale entrò poi a far parte del neo costituito Regno d'Italia dal 1861.
Sotto l'amministrazione napoleonica del prefetto Chabrol de Volvic la città iniziò una lenta rifioritura, che evolse con l'arrivo della ferrovia e, nel 1861, con l'apertura dello stabilimento siderurgico Tardy & Benech germe della rivoluzione industriale savonese: la storia della siderurgia nella fidelissima terminerà soltanto 130 anni dopo.
Con legge sarda del 15/3/1818 divenne dal 1819 capoluogo della Provincia di Savona. Dal 1 gennaio 1848 fu capoluogo della Divisione di Savona che comprendeva le Provincie di Savona, Albenga e Acqui.
Nel 1859, in base alla legge proposta dal ministro Rattazzi (R.D. n° 3702 del 23 ottobre 1859), la Divisione di Savona venne soppressa: le Provincie di Savona e di Albenga divennero due Circondari e la Provincia di Acqui fu annessa ad Alessandria.
Fra il 1860 e il 1927 fu quindi sede del Circondario di Savona.

## Savona nel Novecento

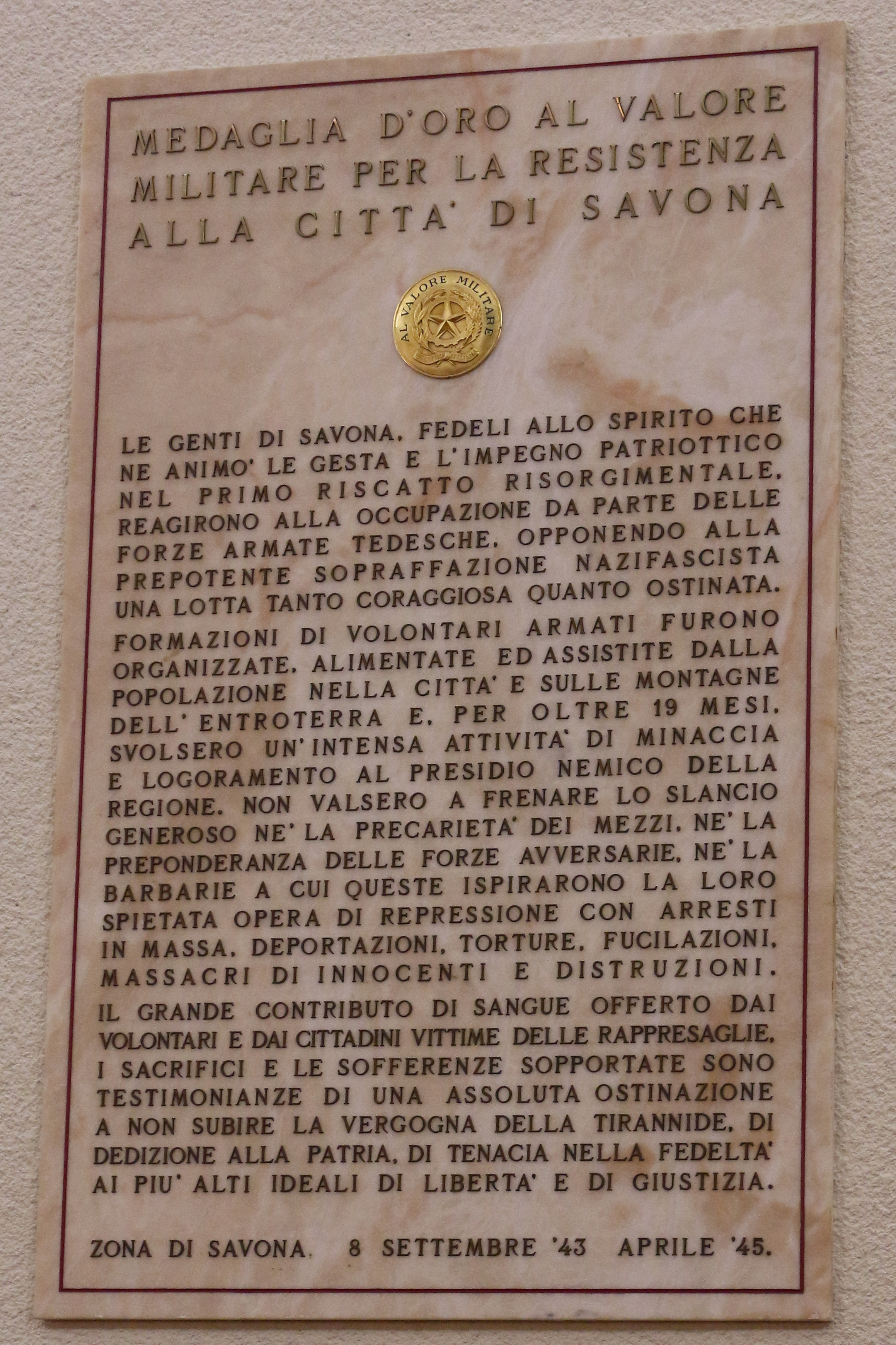
La medaglia d'oro al valor militare presente nella sala consigliare del palazzo del comune

Durante la Seconda guerra mondiale la città subì massicci bombardamenti aerei a causa della presenza di industrie belliche e del porto, che causarono gravi danni, specialmente agli antichi quartieri della zona portuale. Particolarmente intenso fu il bombardamento navale del 14 giugno 1940 nel quale Savona, coraggiosamente ma inutilmente difesa dalle batterie costiere e dal treno armato di stanza ad Albisola Superiore, fu fatta segno di oltre cinquecento colpi d'artiglieria sparati dalla marina francese. Il più grave in assoluto, per distruzioni e per numero di vittime (116) però fu il bombardamento aereo del 30 ottobre 1943.
Un altro bombardamento alleato avvenne il 12 agosto 1944, quando una delle bombe destinate ai vicini depositi petroliferi di Legino cadde nella frazione Rocca di Legino, proprio all'ingresso del rifugio antiaereo in cui avevano trovato riparo 41 civili, tutti morti per lo spostamento d'aria provocato dall’esplosione. Una lapide lo ricorda in via alla Strà.
Savona è tra le Città decorate al valor militare per la guerra di liberazione perché è stata insignita della medaglia d'oro al valor militare per i sacrifici delle sue popolazioni e per la sua attività nella lotta partigiana durante la seconda guerra mondiale. Inoltre è stata insignita anche della medaglia d'oro al merito civile per la lotta di resistenza partigiana.
L'8 maggio 1945, a guerra appena finita, la città venne scossa da una nuova tragedia. Un gruppo di bambini che da alcuni giorni giocava incautamente con gli ordigni di un deposito di munizioni lasciato dai nazifascisti nella galleria di Valloria causò un'enorme esplosione che distrusse la galleria stessa e travolse chiunque si trovasse nei paraggi. Nel disastro perirono 59 persone e altre 27 furono dichiarate disperse.
Nel dopoguerra e fino agli anni settanta la città si è sviluppata come centro industriale e marittimo.
Tra l'aprile 1974 e il maggio 1975, nel contesto degli anni di piombo, i cittadini di Savona vissero una stagione di particolare tensione a causa di una serie di attacchi terroristici di matrice fascista, noti come bombe di Savona, che colpirono la città e il suo circondario.
Trasformatasi in hub turistico verso la fine degli anni novanta, dopo un ventennio di stagnazione dovuto alla chiusura degli stabilimenti, è diventata la porta principale di accesso ai siti turistici dell'entroterra e della Riviera delle Palme, nonché città turistica essa stessa. Savona è anche un importante scalo crocieristico del mar Mediterraneo.